# بیسلی، گلوسترشایر
بیسلی (به انگلیسی: Bisley-with-Lypiatt) دهکده‌ای در گلاسترشر، انگلیس است و در حدود ۴ مایل (۶ کیلومتر) شرق استرود قرار دارد.

## ساختار دولتی
بخش انتخاباتی به نام بیسلی وجود دارد. این بخش مساحت و جمعیت یکسانی با کلیسای مدنی دارد.

## تاریخ و معماری
این منطقه به دلیل خانه‌های سنگی کوتسولد از نظر معماری و تاریخی مشهور است. این مجموعه شامل پارک لیپیات، که در گذشته خانه قاضی اچ‌بی‌دی وودکاک و سپس در اختیار مجسمه‌ساز فقید نوگرا لین لین چادویک بوده. همچنین ندر لیپیات مونور، قبلاً خانه ویولت گوردون-وودهاوس و شاهزاده و شاهزاده خانم مایکل کنت بود. سپرتون، (در نزدیکی گلاسترشر، اما در داخل منطقه بیسلی)؛ پیش از کورت ثروگام (در سال ۱۹۲۹ بوسیله رمان‌نویس سر مایکل سدلر توسط نورمن جودسون تعمیر شد) و جینز کورت، محل اقامت قبلی سیمون آیزاک، چهارمین مارک ریدینگ (متولد ۱۹۴۲) بوده‌است.

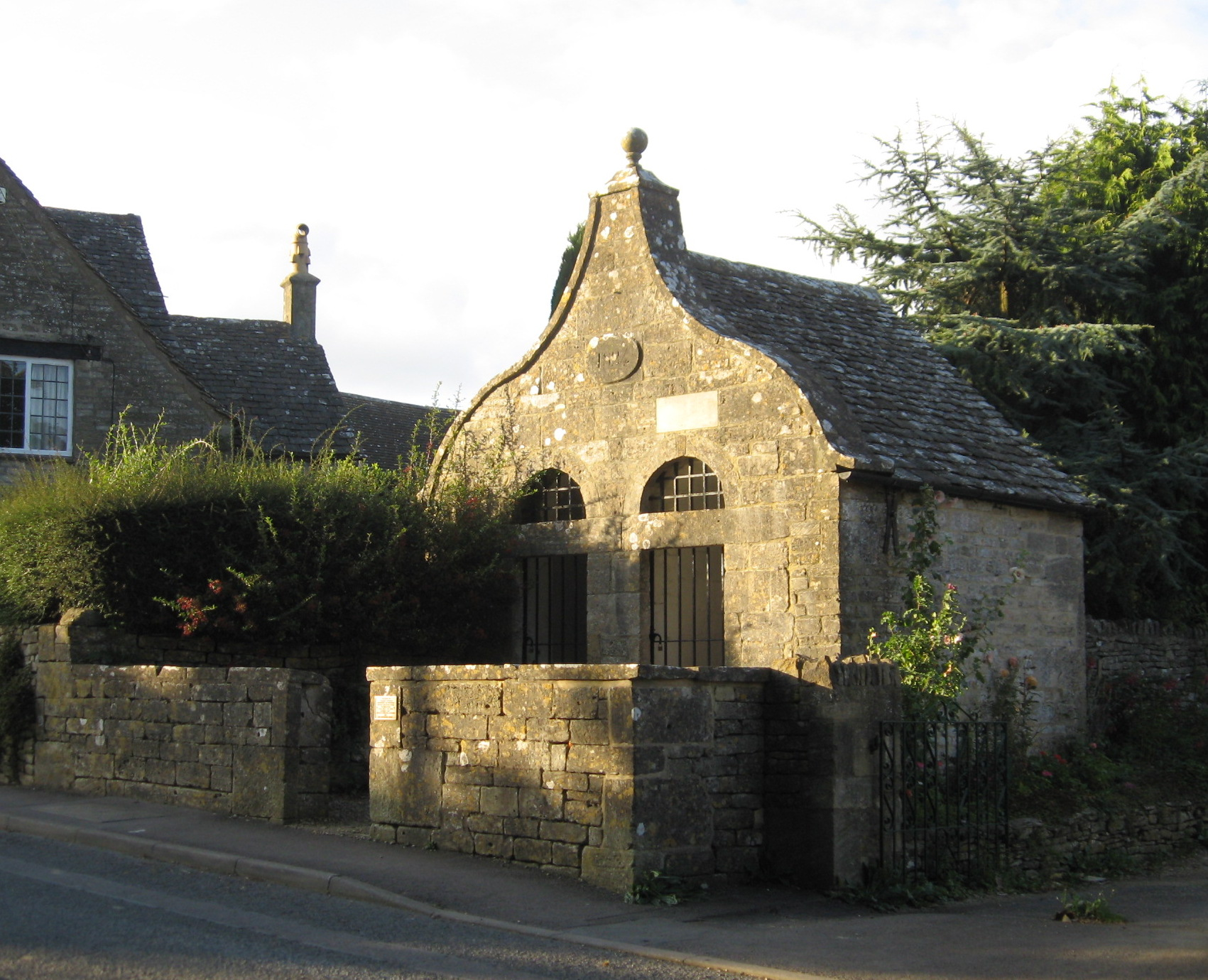
بیسلی لاک‌آپ

زندان روستا، که در ابتدا در حیاط کلیسا واقع شده بود، در سال ۱۸۲۴ با یک زندان با دو سلول جایگزین شد، جایی که مست‌ها برای یک شب در آنجا نگهداری می‌شدند، و بزهکاران خردسال قبل از حضور در دادگاه بازداشت می‌شدند. این ساختمان منهای درهای سنگین بلوط خود همچنان پابرجاست.
بیسلی ساختمانی در جاده ولز دارد که شامل هفت چشمه است که به یک منبع آب عمومی را تشکیل می‌دهد.
یک صلیب کنار جاده ای ساکسون در آستانه جاده وسیع بیسلی، جنوب غربی تلفنخانه استانکامب وجود دارد.

### تاریخ کلیسا

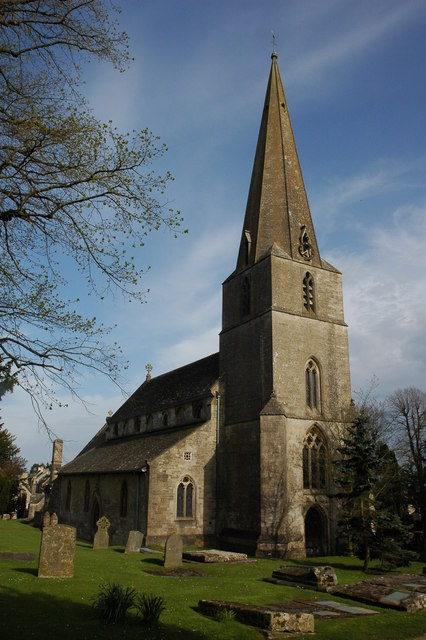
کلیسای همه مقدسین؛ بیشتر در اوایل دهه ۱۸۶۰ بازسازی شد

کلیسای روستای همه مقدسین (All Saints) در اصل ممکن است کلیسای انگلیس-ساکسون بوده باشد. بین سالهای ۱۸۲۷ و ۱۸۵۷ نایب السلطنه توماس کبل، که از پیشگامان خدمات کلیسا بود. توماس کبل برادر کوچک جان کبل بود. پسرش توماس کبل به عنوان جانشین وی جایگزین وی شد.

## ساکنان قابل توجه
- دنیس پارسونز بورکیت، جراح و محقق سرطان، بعداً در بیسلی زندگی می‌کرد و در سال ۱۹۹۳ در آنجا به خاک سپرده شد.[۸]
- بیسلی از سال ۱۹۸۲ خانه جیلی کوپر[۹] یک نویسنده پرکار معاصر بوده‌است و تا زمان مرگ در سال ۲۰۱۳ همسرش، ناشر لئو کوپر بود.

## نگارخانه

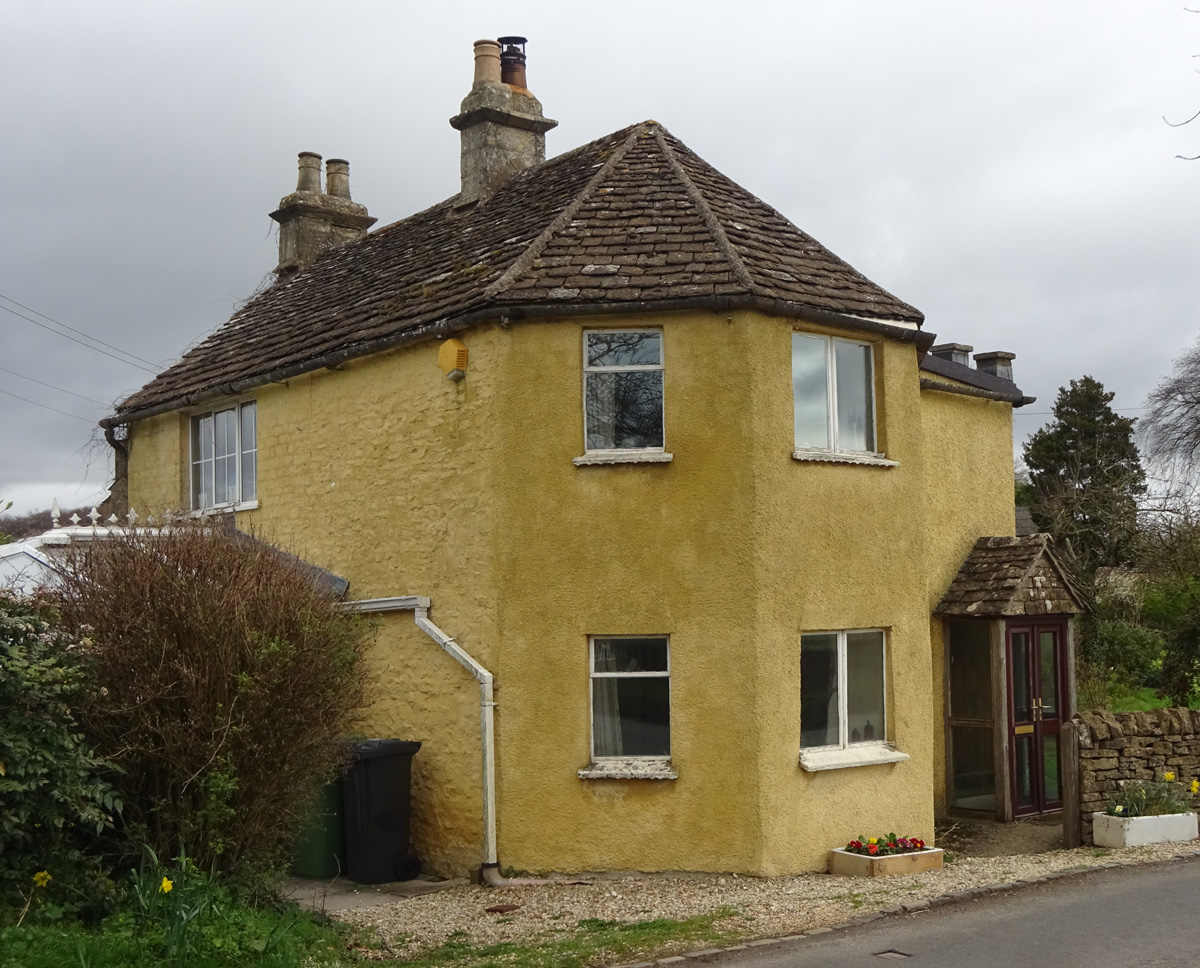
خانه تال استنکومب
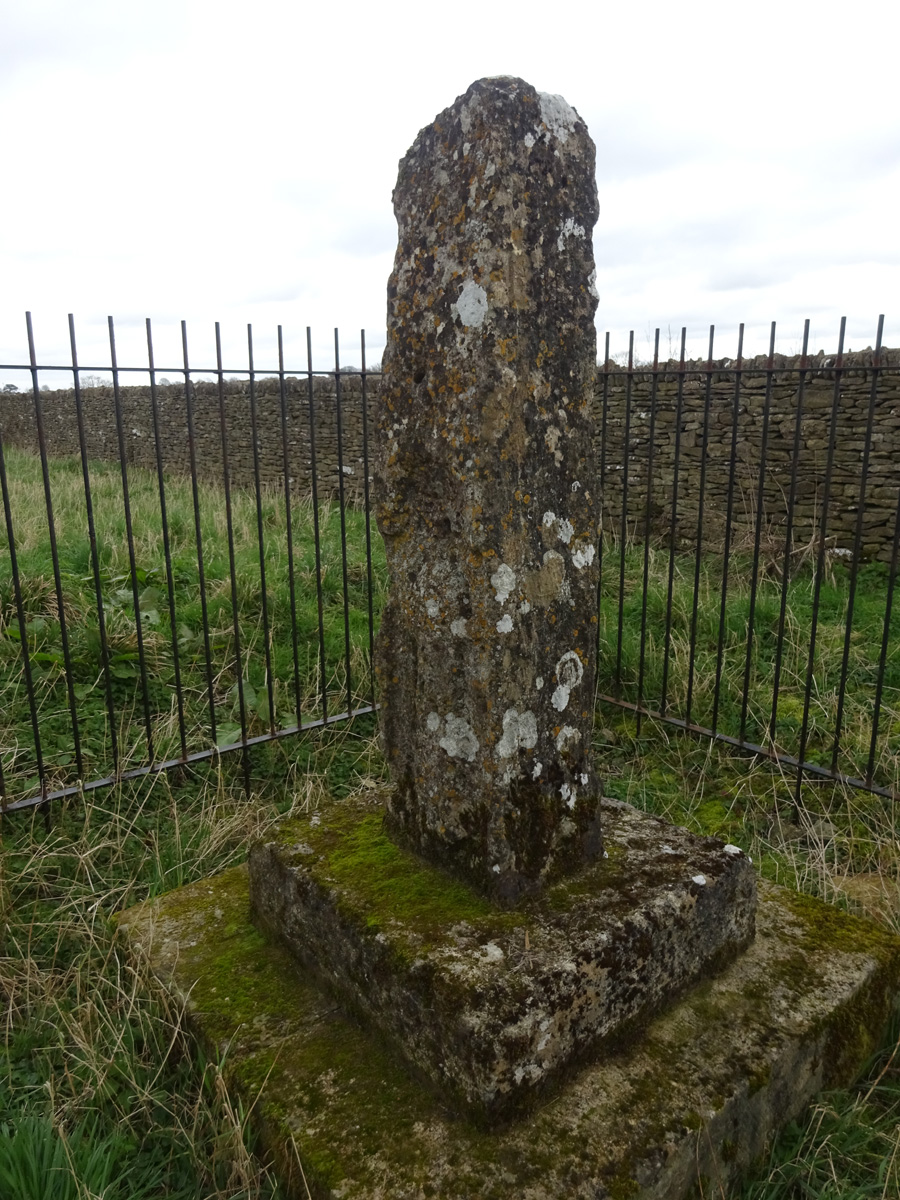
کراس شفت
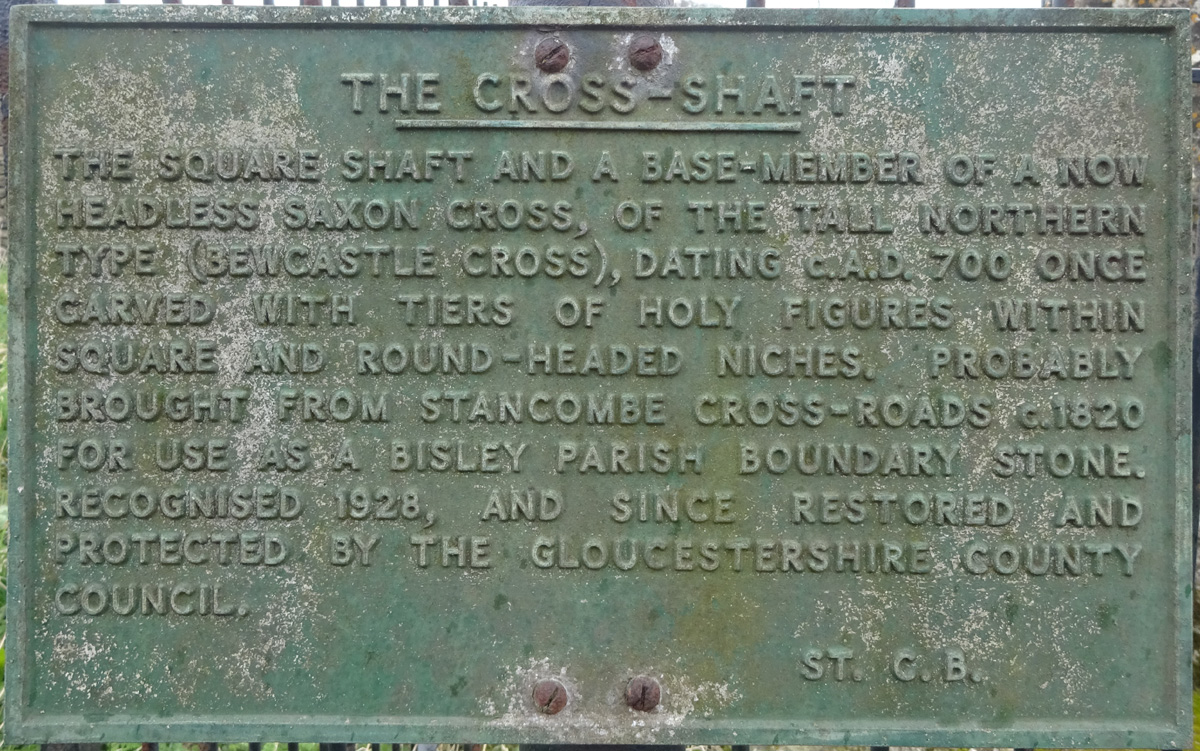
پلاک